# Daniel Topolski
Daniel Topolski (Londra, 4 giugno 1945 – Londra, 21 febbraio 2015) è stato un canottiere, giornalista, scrittore e allenatore di canottaggio britannico di origini polacche.

## Carriera
Nel 1977 vinse una medaglia d'oro ai campionati mondiali di canottaggio.